# 纤细茶竿竹
纤细茶竿竹（学名：Pseudosasa gracilis）为禾本科茶秆竹属下的一个种。其种加词来源于拉丁文“gracilis”，意为“纤细的”。